# Mann gegen Mann
Cet article concerne la chanson de Rammstein. Pour le film de 1976, voir Homme contre homme.
Singles de Rammstein
Rosenrot Pussy
Mann gegen Mann (L'Homme contre l'homme en allemand) est le 3e single de l'album Rosenrot du groupe de Neue Deutsche Härte Rammstein.
Le sens premier de "Gegen" signifie "contre", le titre signifie donc aussi "Homme contre Homme" qui revêt deux connotations : un caractère sexuel évident mais aussi plus subtilement le fait que certains hommes 'Mann' (sous-entendu : les homophobes) sont contre les homosexuels.
Ce titre a soulevé une polémique, certaines critiques qualifiant la chanson d'ambiguë, bien que les membres du groupe aient affirmé que la chanson n'était aucunement homophobe.
Cette chanson parle d'homosexualité masculine, bien qu'aucun des membres du groupe ne soit homosexuel. La chanson évoque notamment la relative facilité avec laquelle les gays se rencontrent, tandis que les couples hétérosexuels doivent, eux, passer par des rituels de séduction établis et anciens. La chanson est remplie de métaphores sur l'homosexualité.
La chanson traîte d'un sujet actuel dans notre société, l'homosexualité. Till Lindemann a des amis homosexuels et cette chanson leur rend hommage. Elle fait en même temps l'apologie du monde homosexuel, et dénonce l'homophobie.
Mais le procédé utilisé par Till est différent de celui des autres chansons. D'habitude, la signification de la chanson est douteuse dès le départ, et une phrase clé ironique surgit au milieu ou à la fin de la chanson. Ici, on sent tout de suite que la chanson tend à critiquer l'homophobie.
| Mann gegen Mann Meine Haut gehört den Herren Mann gegen Mann Gleich und gleich gesellt sich gern | D'homme à homme Ma peau appartient aux messieurs D'homme à homme Qui se ressemble s'assemble |

Mann gegen mann est une chanson qui comporte des sons de guitares particulièrement puissants, Flake Lorenz, le claviériste, ajoutant sa touche flagrante. La voix de Till Lindemann contribue elle aussi à renforcer la puissance du morceau.
Dans le clip, tous les membres sont nus, sauf Till Lindemann qui porte un slip moulant et des jambières de couleur noire, et qui arbore de longs cheveux noirs. Les parties génitales des autres musiciens, dont certains portent des bottes, sont masquées par leurs instruments. Tout au long du clip, défilent des images de corps masculins entrecoupées d'images du groupe jouant dans la tenue décrite ci-dessus. Ce clip rappelle la pochette de l'album Herzeleid où les membres du groupe se trouvaient tous torse nu.